# Triptofano 2-C-metiltransferasi
La triptofano 2-C-metiltransferasi è un enzima appartenente alla classe delle transferasi, che catalizza la seguente reazione:
S-adenosil-L-metionina + L-triptofano ⇄ S-adenosil-L-omocisteina + L-2-metiltriptofano
Anche  D-triptofano e (indolo-3-il) piruvato possono agire da accettori, ma più lentamente.